# キス・ミー・ケイト
『キス・ミー・ケイト』（Kiss Me, Kate）は、コール・ポーター作詞・作曲のブロードウェイミュージカル。

## 概説
ウィリアム・シェイクスピアの戯曲『じゃじゃ馬ならし』上演の裏側に、離婚後の男女関係を織り込んで仕上がったミュージカルコメディー。1948年に初演され、トニー賞を受賞した。ケイトというのはじゃじゃ馬・キャサリンの愛称。後に監督にもなるボブ・フォッシーも出演している。
1953年にはメトロ・ゴールドウィン・メイヤーで3D作品として映画化され、日本では1987年になって3Dではなく普通の映画として劇場公開された。

## 登場人物
- フレッド・グレアム（舞台俳優。離婚したばかり）／ペトルーキオ
- リリー（フレッドの元妻）／ケイト
- ビル・カルホーン／ルーセンシオー
- ロイス・レーン／ビアンカ

## 映画
w:Kiss Me Kate (film)は1953年10月15日、アメリカで封切放映。3D映画として撮影された。
製作：ジャック・カミングス
監督：ジョージ・シドニー
脚本：ドロシー・キングスレイ
音楽：アンドレ・プレヴイン、ソール・チャップリン
作曲：コール・ポーター
振付：ハーメス・パン

### ストーリー
フレッド（ハワード・キール）の自宅に作曲家のコール・ポーター（ロン・ランデル）が新作をもってやってくる。喜劇『じゃじゃ馬ならし』をベースにした「キス・ミー・ケイト」。そこへ元妻で相手役を務めるリリー（キャスリン・グレイソン）もやって来て、2人は出来あがったばかりの曲を早速デュエットする。ロイス・レーン（アン・ミラー）も加わり、一気に盛りあがる。
初日の開幕を前にフレッドとリリーは昔話に花が咲く。リリーはフレッドから花束をもらって上機嫌なのだが、若いロイスに贈ったものが手違いで渡ったのだ。劇中劇『じゃじゃ馬ならし』が始まる。第1幕の途中でリリーが間違って花束を渡されたことを知るが、波乱のうちになんとか終了。幕間でもリリーの怒りはおさまらず、舞台を降りるとダダをこね、第2幕の途中で本当に出ていく。終幕、ロイスを中心にした男女3組のダンス・ナンバー。この後はリリーの代役でしのぐ手はずだったが、舞台を見ると何とリリーが戻っていた。まるで『じゃじゃ馬ならし』そのもので、ハッピー・エンドを迎え、フィナーレで賑やかにテーマ曲「キス・ミー・ケイト」を歌いあげる。

## 日本版
日本では、1966年に東宝ミュージカルで宝田明・江利チエミのコンビで初演され、その後1985年、シアターアプルでも立川光貴・倍賞千恵子のコンビで上演された。2002年には再び東宝ミュージカルで一路真輝・今井清隆のコンビで、2003年には一路・鈴木綜馬のコンビで上演され。2017年には松平健と一路のコンビで上演された。

### 宝塚版
演出家・岡田敬二が大浦みずき・ひびき美都の新トップコンビに相応しいと判断し、1988年（昭和63年）、コンビ御披露目公演として宝塚歌劇団で上演。また、74期生（麻乃佳世、汐風幸、白城あやか、渚あき、初風緑、美郷真也、森奈みはる、和央ようかなど）の初舞台公演でもあった。この宝塚版は、その年の月刊「ミュージカル」の作品･アーチスト･タレント部門ベスト10に、それぞれランクインした。
- 作品部門　第3位 『キス･ミー･ケイト』
- タレント部門　第5位 大浦みずき
- アーチスト部門　第4位 岡田敬二、第5位 謝珠栄（他に劇団四季『夢から醒めた夢』の振付など）